# Branko Buljevic
Branko Buljevic, né le 6 septembre 1947 à Split en RFS de Yougoslavie, aujourd'hui ville de Croatie, est un footballeur international australien d'origine croate. Il évoluait au poste d'attaquant.

## Biographie
Branko Buljevic reçoit 19 sélections en équipe d'Australie, pour 6 buts inscrits, entre 1972 et 1974.
Retenu par le sélectionneur Ralé Rašić afin de participer à la Coupe du monde 1974 organisée en Allemagne, il disputera trois matchs lors du mondial : contre la RDA, la RFA, et le Chili. Il inscrit deux buts lors des tours préliminaires de cette coupe du monde.